# Secrets (chanson de The Weeknd)
Pour les articles homonymes, voir Secrets.
Singles de The Weeknd
Die for You
(2017) Pray for Me
(2018)
Clip vidéo
[vidéo] « Secrets », sur YouTube
Secrets est une chanson du chanteur canadien The Weeknd parue sur son troisième album Starboy. Elle est sortie le 10 novembre 2017 en tant que septième et dernier single de l'album. La chanson échantillonne deux chansons new wave : Pale Shelter du groupe anglais Tears for Fears ainsi que Talking in Your Sleep du groupe américain The Romantics.

## Clip vidéo
Le clip vidéo du single Secrets, réalisé par Pedro Martin-Calero, est sorti le 11 juin 2017. Il est filmé à Toronto, au Canada, à l'Université de Toronto à Scarborough et la Bibliothèque de référence de Toronto. Le clip met également en vedette le chanteur canadien Black Atlass.

## Accueil commercial
Comme les autres titres de Starboy, Secrets s'est classé dans le Billboard Hot 100 américain, atteignant la 47e place. La chanson s'est également classée à la 27e place du Canadian Hot 100.

## Classements et certifications
| Classement (2016-17)                     | Meilleure position |
| ---------------------------------------- | ------------------ |
| Argentine (Monitor Latino)               | 15                 |
| Belgique (Wallonie Ultratip 50)          | Tip                |
| Canada (Hot 100)                         | 27                 |
| États-Unis (Hot 100)                     | 47                 |
| États-Unis (R&B/Hip-Hop Songs)           | 22                 |
| États-Unis (R&B/Hip-Hop Streaming Songs) | 16                 |
| États-Unis (R&B/Hip-Hop Digital Songs)   | 24                 |
| États-Unis (R&B Songs)                   | 13                 |
| France (SNEP)                            | 114                |
| Pays-Bas (Single Top 100)                | 55                 |
| Portugal (AFP)                           | 55                 |
| Royaume-Uni (UK Singles Chart)           | 47                 |
| Royaume-Uni (UK R&B Chart)               | 10                 |
| Royaume-Uni (UK Streaming Chart)         | 39                 |
| Slovaquie (IFPI Singles Digitál)         | 19                 |
| Suède (Sverigetopplistan)                | 77                 |
| Tchéquie (IFPI Singles Digitál)          | 41                 |
| Uruguay (Monitor Latino)                 | 15                 |

| Classement (2017)          | Position |
| -------------------------- | -------- |
| Argentine (Monitor Latino) | 54       |

| Classement (2018)          | Position |
| -------------------------- | -------- |
| Argentine (Monitor Latino) | 73       |

### Certifications
| Pays | Certification | Ventes     |
| --- | ------------- | ---------- |
| Canada (Music Canada)                                                                                            | Platine       | 80 000^    |
| États-Unis (RIAA)                                                                                                | Platine       | 1 000 000^ |
| ^Mise en rayon selon la certification xNon précisé par la certification ‡ventes/streaming selon la certification |               |            |